# Плопи (Бузау)
Плопи (рум. Plopi) насеље је у Румунији у округу Бузау у општини Пујешти. Oпштина се налази на надморској висини од 64 m.

## Становништво
Према подацима из 2002. године у насељу је живело 78 становника, од којих су сви румунске националности.